# ماموت یوکاگیر
ماموت یوکاگیر یک نمونه ماموت پشم بزرگسال مرد یخ زده است که در پاییز سال ۲۰۰۲ در شمال یاکوتیا سیبری قطبی، روسیه یافت شد و به عنوان یک کشف استثنایی در نظر گرفته می‌شود. نام مستعار به روستای سیبری نزدیک به جایی که یافت شد اشاره دارد.

## کشف
سر این نمونه که کاملاً با پوست پوشیده و بسیار خوب حفظ شده است، برای اولین بار در سال ۲۰۰۲ کشف شد. پس از شنیدن این کشف، یک اکتشافی قطبی با تیمش برای استخراج بقایای یخچال‌های دائمی، سفری انجام داد. یکی از اعضای این تیم، اکتشافیگر قطبی فرانسوی «ماموت-هنتر» برنارد بوگوس بود که از دهه ۱۹۹۰ به دنبال انجام سفرهای قطب شمال، سیبری شناخته شده بود. سه سفر حفاری برای جمع‌آوری و جمع‌آوری فسیل یوکاگیر طول کشید. اگرچه بقایای ماموت نادر نیستند، اما تعداد کمی از آنها به اندازه این نمونه قابل توجه هستند.
کشف ماموت یوکاگیر، یکی از بزرگ‌ترین کشف‌های پایلونتولوژیکی همه زمان‌ها توصیف می‌شود زیرا نشان داد که ماموت‌های پشم دار غدد زمان بین گوش و چشم داشتند و بقایای خوب حفظ شده ماموت یوکاجر، مانند پا، نشان می‌دهد که کف پا حاوی شکاف‌های زیادی است که درگرفتن سطوح یخچال در هنگام حرکت کمک می‌کند. مانند فیل‌های درد ماموت‌های پشم دار پاینگلاتا بودند، به این معنی که روی انگشتان پا می‌رفتند و پشت انگشتان پا پسته‌های بزرگ و گوشتخوار داشتند. در میان سایر کشف‌ها، ماموت یوکاگیر نشان داد که این گونه از اسپوندیلیت در دو فقرات رنج می‌برد و استومیلیت که از برخی نمونه‌های دیگر نیز شناخته شده است. چندین نمونه شکستگی استخوان را بهبود داده‌اند که نشان می‌دهد حیوانات از این آسیب‌ها نجات یافته‌اند.
قبر یوکاگیر ماموت از یخچال دائمی سر، دندان، پاهای پیش و بخش‌هایی از معده و دستگاه روده آن حفظ شده است. از استخوان‌ها و دندان‌های عظیمی که در آن قرار داشتند، دانشمندان که به محل آن شتاب کردند (از جمله متخصصان ماموت دیک مول و لری آگنبرود) حدس زدند که ماموت رنگی یک نر پیر است که در زمان زنده شدن بیش از ۹ فوت بلند در شانه ایستاده و ۴ تا ۵ تن وزن دارد. علاوه بر این، دانشمندان توانستند کشف کنند که بخش اصلی غذای نهایی یوکاگیر، چمن است، از جمله ساقه‌های خانواده پوآکعه. قابل توجه است که مانند بسیاری از بقایای گل‌های خمیر، ساقه‌ها رنگ و شکل خود را از زمانی حفظ کرده‌اند که ماموت پشمار آنها را حدود ۲۲۵۰۰ سال پیش از تندرا ریخته است. بر اساس آخرین وعده غذایی ماموت یوکاگیر، دانشمندان توانستند حقایق مربوط به اجداد فیل را کشف کنند و بازسازی محیطی انجام دهند که اهمیت قارچ‌ها را در روند چرخه مواد مغذی در استپه ماموت نشان می‌دهد.
انواع زیر از تحقیقات در جلسه شورای علمی مورد توافق قرار گرفت:
- بررسی‌های ژئولوژیکی و پدولوگیکال از سایت، و همچنین تحقیقات در مورد روند فسیلیزاسیون؛
- تحقیقات در مورد ساختارهای خارجی ماموت و همچنین ساختارهای داخلی با استفاده از روش‌های غیرضروری؛
- تحقیقات هیستولوژیکی، سیتولوژیکی و ژنتیکی در بافت نرم ماموت؛
- تجزیه و تحلیل پالئو بوتیک و پالئو کلمیاتولوژیک؛
- تحقیقات میکروبیولوژیکی در خاک و داخل ماموت

## نمایشگاه‌ها
از زمانی که ماموت یوکاگیر یافت شد، به منظور اطلاعات و آموزش به سطح جهانی حمل و نقل شده است. این نمونه در تلاش برای درک ارتباط بین زندگی و محیط جهانی با موضوع نمایشگاه نمایش داده شد - «حکمت طبیعت». برای حفظ آن، اتاق نمایشگاه باید در درجه حرارت -۱۵ درجه سانتیگراد نگهداری شود. نمایشگاه جهانی ۲۰۰۵ در آیچی، ژاپن در ۱۷–۱۸ نوامبر ۲۰۰۵ برگزار شد.